# 22260 Ur
22260 Ur è un asteroide della fascia principale. Scoperto nel 1979, presenta un'orbita caratterizzata da un semiasse maggiore pari a 2,6422296 UA e da un'eccentricità di 0,1516063, inclinata di 6,14088° rispetto all'eclittica.